# Richard Thompson (atleta)
Richard Thompson (Cascade, 7 giugno 1985) è un velocista trinidadiano, vincitore della medaglia d'argento olimpica nei 100 metri piani a Pechino 2008.

## Biografia
Al suo primo Mondiale, ad Osaka 2007, raggiunge le semifinali nei 100 metri piani dove termina ottavo nella sua batteria con un tempo di 10"44.
Il suo successo più importante arriva ai Giochi olimpici di Pechino 2008 dove nei turni di qualificazione realizza due tempi notevoli (9"99 nei quarti e 9"93 in semifinale) e ottiene la medaglia d'argento in una finale velocissima dominata dal giamaicano Usain Bolt che stabilisce il nuovo limite mondiale dei 100 m. Thompson corre in 9"89, scendendo così sotto i 9 secondi e 90 centesimi.
Nel 2009 salta l'intera stagione al coperto a causa di un incidente stradale a Capodanno, che gli procura qualche piccolo infortunio. Riprende comunque ad allenarsi due settimane dopo.
Ai Mondiali di Berlino conclude la finale dei 100 m al 5º posto con il tempo di 9"93. Nella prova della staffetta 4×100 m, insieme ai connazionali Darrel Brown, Marc Burns e Emmanuel Callender, conquista la medaglia d'argento con il tempo di 37"62, nuovo record nazionale.
Il 14 agosto 2011, nel corso dei campionati nazionali svoltisi a Port of Spain, capitale di Trinidad e Tobago, Thompson realizza il nuovo record nazionale dei 100 metri correndo in 9"85.
Sui 200 metri piani ha un personale outdoor di 20"18 e indoor di 21"30. Sui 60 metri ha corso per due volte in 6"51.
Il 21 giugno 2014, nel corso dei campionati nazionali svoltisi a Port of Spain, Thompson migliora ulteriormente il record nazionale dei 100 metri correndo in 9"82, consacrandolo tra i 10 atleti più veloci sulla distanza.

## Record nazionali

### Seniores
- 100 metri piani: 9"82 ( Port of Spain, 21 giugno 2014)
- Staffetta 4×100 metri: 37"62 ( Berlino, 22 agosto 2009) (Darrel Brown, Marc Burns, Emmanuel Callender, Richard Thompson)

## Palmarès
| Anno | Manifestazione          | Sede           | Evento      | Risultato        | Prestazione | Note                                     |
| ---- | ----------------------- | -------------- | ----------- | ---------------- | ----------- | ---------------------------------------- |
| 2007 | Campionati NACAC        | San Salvador   | 100 m piani | Oro              | 10"32       |                                          |
| 2007 | Campionati NACAC        | San Salvador   | 4×100 m     | Bronzo           | 39"92       |                                          |
| 2007 | Mondiali                | Osaka          | 100 m piani | Quarti di finale | 10"44       |                                          |
| 2008 | Campionati CAC          | Cali           | 4×100 m     | Oro              | 38"54       |                                          |
| 2008 | Giochi olimpici         | Pechino        | 100 m piani | Argento          | 9"89        | Miglior prestazione personale            |
| 2008 | Giochi olimpici         | Pechino        | 4×100 m     | Oro              | 38"06       |                                          |
| 2009 | Mondiali                | Berlino        | 100 m piani | 5º               | 9"93        | Miglior prestazione personale stagionale |
| 2009 | Mondiali                | Berlino        | 4×100 m     | Argento          | 37"62       | Record nazionale                         |
| 2011 | Mondiali                | Taegu          | 100 m piani | Semifinale       | 10"20       |                                          |
| 2011 | Mondiali                | Taegu          | 4×100 m     | 6º               | 39"01       |                                          |
| 2012 | Giochi olimpici         | Londra         | 100 m piani | 6º               | 9"98        |                                          |
| 2012 | Giochi olimpici         | Londra         | 4×100 m     | Argento          | 38"12       |                                          |
| 2013 | Mondiali                | Mosca          | 100 m piani | Semifinale       | 10"19       |                                          |
| 2013 | Mondiali                | Mosca          | 4×100 m     | 7º               | 38"57       |                                          |
| 2014 | World Relays            | Nassau         | 4×100 m     | Argento          | 38"04       | Miglior prestazione personale stagionale |
| 2014 | Giochi del Commonwealth | Glasgow        | 100 m piani | Semifinale       | 10"19       |                                          |
| 2014 | Giochi del Commonwealth | Glasgow        | 4×100 m     | Bronzo           | 38"10       |                                          |
| 2015 | World Relays            | Nassau         | 4×100 m     | 7º               | 38"92       | Miglior prestazione personale stagionale |
| 2016 | Giochi olimpici         | Rio de Janeiro | 100 m piani | Batteria         | 10"29       |                                          |
| 2016 | Giochi olimpici         | Rio de Janeiro | 4×100 m     | Finale           | dq          |                                          |
| 2021 | Giochi olimpici         | Tokyo          | 4×100 m     | Batteria         | 38"64       |                                          |

## Altre competizioni internazionali
2014
- 8º in Coppa continentale ( Marrakech), 100 m piani - 10"24